# Flavio Zanonato
Flavio Zanonato, né le 24 juillet 1950 à Padoue en Vénétie, est une personnalité politique italienne, membre d'Articolo Uno.

## Biographie
Flavio Zanonato est né en 1950. C'est un homme d'affaires éminent et un astronome amateur engagé dans sa ville natale de Padoue. En 2010, ça faisait 15 ans qu'il menait des initiatives visant à restaurer le patrimoine astronomique de Padoue, notamment sa grande horloge.
Maire de Padoue de 2009 à 2013, Flavio Zanonato est ministre du Développement économique du gouvernement Letta du 27 avril 2013 jusqu'au 22 février 2014. Il est élu député européen le 25 mai 2014. Il devient alors membre de la Commission de l'industrie, de la recherche et de l'énergie.

## Honneur
L'astéroïde (8215) Zanonato est nommé en son honneur.